# Ліса (реперка)
Лалíса Манобáн (тай. ลิซ่า มโนบาล, кор. 라리사 마노반, при народженні Пранпрія Манобан, нар. 27 березня 1997) більш відома як Лíса (кор. 리사) — тайська реперка, співачка, танцюристка, учасниця південнокорейського дівочого гурту Blackpink. У гурті займає позицію головної танцівниці, ведучої реперки та саб-вокалістки. У 2021 році дебютувала як соло-виконавиця з сингл-альбомом LALISA.

## Життєпис
Її ім'я при народженні — Пранпрія Манобан, пізніше її батьки за порадою однієї з ворожок змінили її ім'я на Лаліса (скорочена версія — Ліса). Її національність — тайська. З дитинства займалася танцями, була учасницею «We Zaa cool» зі своїм другом БемБем з GOT7. Імена біологічних батьків Ліси не оприлюднювались громадськістю, її вітчимом є Марко Брушвайлер, відомий швейцарський кухар, який працює в Таїланді.

### Прослуховування в компанії
У 2010 році вона пройшла успішне прослуховування у своїй країні на конкурсі YG Entertainment, коли їй було лише 13 років. Вона посіла перше місце у згаданому конкурсі обійшовши 3999 людей, і Ян Хьон Сок запропонував їй стати трейні YG Entertainment, на що Ліса погодилася. У 2011 році вона переїхала до Південної Кореї, щоб розпочати своє офіційне навчання для своєї кар'єри K-pop айдола, яке тривало п'ять років.
Не знаючи мови їй було складно, компанія забороняла учасникам розмовляти англійською з Лалісою аби вона швидше вивчила корейську. Kim Jennie була однієї з небагатьох, хто розмовляла з нею англійською та допомагала дівчині з вивченням корейської.
Згідно слiв учасниць, в часи трейні Ліса отримувала А+ (найвищий бал) з усіх напрямів (співи, реп, хореографія). Також протягом 5 років стажування, саме Ліса ставила танці для гурту, варто відмітити, що вона й досі працює разом з хореографами YG.

### Сольна кар'єра
Вона є амбасадором брендів Bvlgari, Celine(2019-2024), LouisVuitton, AIS та інших. 25 жовтня 2018 року створила особистий канал на ютубі Lilifilm Official, на якому вона публікує танцювальні відео та влоги. Для свого Ютуб каналу Ліса оформлює все сама, від хореографій з її подругою Cheshir Ha і до декорацій.
У 2018 YG Ent повідомили, що всі учасниці планують дебютувати сольно у порядку Дженні-Розе-Ліса-Джісу. У 2019 YG знову нагадали про соло дебюти дівчат, але того року вони випустили лише мініальбом. Але лише у 2021 році почали поширюватися чутки про те, що Лаліса планує дебютувати у червні. Представники YGE розповіли по телефону для Korea Herald, що Ліса справді важко працює над своїм соло, але відмовився підтвердити дату релізу, кажучи, що графік релізу буде оголошено в офіційного повідомленні від YGE.
21 вересня 2018 року Лісу було запрошено до військово-тренувальної програми Real Man 300, як постійного учасника шоу в рамках випуску Корейської армійської академії. Шоу стало її першою постійною роллю у телевізійній програмі з моменту дебюту. Її зовнішність принесла неофіційну нагороду «Персонаж року» на церемонії вручення нагород MBC Entertainment Awards 2018 [en] . You Season 2 [en] .
20 травня Dj Snake виклав інстаграм сториз із голосом дівчини, позначивши сторінку Ліси. Після того чутки про їхню співпрацю знову поширилися. Він неодноразово ставив уподобання на пости, де люди питали його чи вони справді мають намір випустити спільну пісню. Ця пісня вже є на всіх платформах та має назву 'SG'.
25 травня Лаліса сама підтвердила через Vogue Korea, що незабаром вийде її сольний дебютний альбом. Вона пообіцяла, що фанати побачать її нову сторону, справжню Лалісу Манобан.
Дебютний сингл Ліси «Lalisa» та його провідний однойменний сингл були випущені 10 вересня 2021 року. Після виходу «Lalisa», кліп співачки став найпопулярнішим відео солістки за 24 години з 73,6 мільйонами переглядів, побивши рекорд, встановлений «Me!» Тейлор Свіфт за участю Брендона Урі, який отримав 65,2 мільйона переглядів за 24 години. Пісня дебютувала на 84 місці в американському Billboard Hot 100 і на другому місці в Billboard Global 200. Сингл альбом був проданий тиражом 736 221 копій у Кореї за перший тиждень випуску, встановивши рекорд найвищих продажів за перший тиждень серед усіх виконавиць і зробивши Лісу першою жінкою-солісткою, яка продала 500 000 копій за перший тиждень. Після успіху, трек «Money» був надісланий як другий сингл з альбому на сучасне радіо США і зайняв 90-е місце в Billboard Hot 100 і десяте на Billboard Global 200, завдяки чому Ліса вдруге потрапила в кар'єру на обидва хіт-паради та її другий хіт у десятці світових лідерів.
У жовтні 2021 року Ліса підтвердила свою співпрацю з DJ Snake, Ozuna та Megan Thee Stallion, опублікувавши тизер пісні, що була згодом випущена 22 жовтня разом із музичним відео. Пісня дебютувала на 19-му місці в Billboard Global 200 і на другому місці в хіт-параді США Bubbling Under Hot 100.
В грудні 2023 року Ліса продовжила контракт з YG , який передбачував лише участь в груповій діяльності Blackpink . В лютому 2024 році вона оголосила про створення власного лейблу Lloud. В квітні було оголошено про підписання контракту з RCA Records. 
6 червня співачка відкрила акаунт у TikTok. Музика для перших двох відео, які були випущені з тижневим інтервалом, була тизером, що передбачало новий музичний реліз. 18 червня Лаліса оголосила про дату виходу синглу «Rockstar», а саме 28 червня. Пісня дебютувала на 8 позиції у глобальному чарті Spotify з 5,89 млн відфільтрованими прослуховуваннями, що є найбільшою кількістю дебютних прослуховувань серед солісток K-Pop в історії, а також з 7,78 млн невідфільтрованими, що стало найбільшим дебютом у Spotify серед жіночих виконавиць K-Pop (соло та групи) за 2024 рік, та другим за історію, одразу після «Pink Venom».
Вже 5 липня Лаліса виклала сторіз зі словами до нової пісні, що виявилася колаборацією зі співачкою Rosalia. Офіційний тизер вийшов шостого серпня, що підтвердило чутки про колаб. Пісня вийшла 16 серпня і стала найпопулярнішим кліпом на Youtube серед колаборацій, адже кліп набрав 20,8 млн переглядів, перевершивши кліп на пісню «Fortnight» Тейлор Свіфт та Пост Малона. Також «New Woman» дебютувала на 4 місці в Spotify Global з загальною кількістю відфільтрованих прослуховувань 6 007 496, і побила попередній рекорд, який належав «Rockstar».
Станом на 2025 рік співачка стала найзгадуванішею особою на таких заходах, як церемонія нагородження Oscar's, музичний фестиваль Coachella, показ мод Victoria Secret та захід Met gala. 
Компанія Ліси "Lloud" всього лише через 15 місяців після запуску принесла 860 мільйонів доларів прибутку.
У 2025 році вийшов третій сезон серіалу HBO "The white lotus" з Лісою в ролях. Це її акторський дебют. Директор та актори наголосили, що Ліса має чудові акторські здібності. Третій сезон серіалу став популярнішим ніж минулі два і отримав нагороду Astra awards "Найкращий акторський склад в драматичному серіалі на телебаченні".

## Благодійність
8 квітня 2019 року Ліса разом з іншими учасницями BLACKPINK пожертвували 40 мільйонів на користь Асоціації мосту надії, Національної допомоги жертвам стихійних лих у Південній Кореї.
У вересні 2019 року Ліса пожертвувала 100 000 бат ($3300) жертвам повені в Таїланді.
Ліса та її мама пожертвували кошти для фонду «Let's be Heroes Concert foundation» для запуску мобільного медичного відділення, щоб допомогти пацієнтам, що потребують, отримати кардіостимулятор.

## Вплив
У 2018 році Ліса виграла премію «Людина року» в Таїланді.
У квітні 2019 року Ліса стала найпопулярнішим айдолом K-pop в Instagram, перевершивши члена гурту EXO Chanyeol.
Поки Ліса випустила свою першу обкладинку сольного журналу для випуску Harper's Bazaar у Таїланді за травень 2019 року, MEI, розповсюджувач Harper's Bazaar, повідомила, що всі 120 000 друкованих примірників були розпродані. Повідомлялося, що в середньому друкується 30000 примірників, а відомі знаменитості друкують в середньому 60000 примірників. Однак, незважаючи на продаж 120 000 примірників, запит громадськості все ще не був задоволений.
Після відвідування Ліси на показі моди Celine для чоловічої колекції весна-літо 2020 в Парижі, Франція, під час Паризького тижня моди, Lyst повідомила, що глобальні пошуки сумки Celine Triomphe зросли на 66 % 28 червня 2019 року, після того, як вона опублікувала зображення стилю у своїх соціальних мережах, тим самим привернувши увагу громадськості.

## Дискографія

### Сингл-альбоми
| Назва  | Деталі                                                                                            | Пікові позиції у чартах | Пікові позиції у чартах | Продажі                   | Сертифікації        |
| Назва  | Деталі                                                                                            | KOR                     | JPN Cmb.                | Продажі                   | Сертифікації        |
| ------ | ------------------------------------------------------------------------------------------------- | ----------------------- | ----------------------- | ------------------------- | ------------------- |
| Lalisa | - Реліз: 10 вересня 2021 - Лейбл: YG, Interscope - Формат: CD, цифрове завантаження, стримінг, LP | 1                       | 40                      | - Південна Корея: 845,866 | - KMCA: 3× Platinum |

### Сингли
| Назва                                                                             | Рік  | Пікові позиції у чартах | Пікові позиції у чартах | Пікові позиції у чартах | Пікові позиції у чартах | Пікові позиції у чартах | Пікові позиції у чартах | Пікові позиції у чартах | Пікові позиції у чартах | Пікові позиції у чартах | Пікові позиції у чартах | Продажі                  | Сертифікації | Альбом            |
| Назва                                                                             | Рік  | KOR                     | AUS                     | CAN                     | FRA                     | HUN                     | MLY                     | SGP                     | UK                      | US                      | WW                      | Продажі                  | Сертифікації | Альбом            |
| --------------------------------------------------------------------------------- | ---- | ----------------------- | ----------------------- | ----------------------- | ----------------------- | ----------------------- | ----------------------- | ----------------------- | ----------------------- | ----------------------- | ----------------------- | ------------------------ | ------------ | ----------------- |
| «Lalisa»                                                                          | 2021 | 64                      | 76                      | 42                      | 175                     | 7                       | 1                       | 2                       | 68                      | 84                      | 2                       | - US: 9,200              | Н/Д          | Lalisa            |
| «SG» (with DJ Snake, Ozuna and Megan Thee Stallion)                               | 2021 | —                       | —                       | 86                      | 87                      | —                       | 17                      | 26                      | —                       | —                       | 19                      | - US: 3,500 - WW: 19,000 | - SNEP: Gold | Non-album single  |
| «Money»                                                                           | 2021 | —                       | 32                      | 37                      | 75                      | 7                       | 1                       | 2                       | 46                      | 90                      | 10                      | - US: 8,200 - WW: 4,400  | - SNEP: Gold | Lalisa            |
| «Rockstar»                                                                        | 2024 | 120                     | 61                      | 51                      | 90                      | —                       | 2                       | 4                       | 49                      | 70                      | 4                       | - US: 6,100 - WW: 44,000 | Н/Д          | Сингл без альбому |
| «—» denotes a recording that did not chart or was not released in that territory. |      |                         |                         |                         |                         |                         |                         |                         |                         |                         |                         |                          |              |                   |

### Інші пісні у чартах
| Назва                                    | Рік  | Пікові позиції у чартах | Пікові позиції у чартах | Пікові позиції у чартах | Пікові позиції у чартах | Пікові позиції у чартах | Пікові позиції у чартах | Пікові позиції у чартах | Пікові позиції у чартах | Пікові позиції у чартах | Пікові позиції у чартах | Альбом        |
| Назва                                    | Рік  | KOR                     | KOR Songs               | HUN                     | MLY Songs               | NZ Hot                  | SGP                     | TWN                     | US World                | VIE                     | WW                      | Альбом        |
| ---------------------------------------- | ---- | ----------------------- | ----------------------- | ----------------------- | ----------------------- | ----------------------- | ----------------------- | ----------------------- | ----------------------- | ----------------------- | ----------------------- | ------------- |
| «Shoong!» (슝!) (Taeyang featuring Lisa) | 2023 | 119                     | 23                      | 9                       | 11                      | 31                      | 9                       | 13                      | 11                      | 35                      | 143                     | Down to Earth |

### Авторство у написанні пісень
| Рік  | Виконавець                                       | Пісня      | Альбом            | Автор тексту | Автор тексту | Композитор | Композитор | Прим.  |
| Рік  | Виконавець                                       | Пісня      | Альбом            | Вказана      | З ким | Вказана    | З ким | Прим.  |
| ---- | ------------------------------------------------ | ---------- | ----------------- | ------------ | --- | ---------- | --- | ------ |
| 2021 | DJ Snake, Ozuna, Megan Thee Stallion and herself | «SG»       | Сингл без альбому | Так          | DJ Snake, Ozuna, Megan Thee Stallion, Donny Flores, J.Lauren, Jean Pierre Soto, Lewis Hughes, Omar Walker, Teddy | Так        | DJ Snake, Ozuna, Megan Thee Stallion, Donny Flores, J.Lauren, Jean Pierre Soto, Lewis Hughes, Omar Walker, Teddy | [ 52 ] |
| 2024 | Ліса                                             | «Rockstar» | В очікуванні      | Так          | Brittany Amaradio, James Essien, Lucy Healey, Ryan Tedder, Sam Hormaee                                           | Так        | Brittany Amaradio, James Essien, Lucy Healey, Ryan Tedder, Sam Hormaee                                           | [ 53 ] |

## Фільмографія
- 2018 — Blackpink House
- 2018 — Real Men 3
- 2020 — Youth With You 2
- 2021 — BLACKPINK: LIGHT UP IN THE SKY
- 2021 — Youth With You 3
- 2021 — BLACKPINK THE MOVIE
- 2022 — 2023 — BLACKPINK — 'B.P.M' Roll